# Westinghouse Electric
«Вестингауз электрик» (англ. Westinghouse Electric Corporation) — одна из ведущих электротехнических компаний США, существовавшая с 1886 года по 1997 год. С декабря 1997 года называется CBS Corporation и занимается телекоммуникационным бизнесом. Подразделение, отвечавшее за ядерные реакторы, было переформированно в новую компанию, появившуюся в 1998 под названием Westinghouse Electric Company. Основана изобретателем, промышленником и предпринимателем Джорджем Вестингаузом в 1886 году. Около 1⁄5 части доходов от продаж продукции и предоставляемых услуг составляет федеральный клиентский сектор обслуживания военных заказов (без учёта иностранных заказчиков американского вооружения и военной техники).

## История создания
Джордж Вестингауз, придя с полей сражений Гражданской войны в США, начал работать в мастерских крупной железнодорожной компании, где одновременно занялся изобретательством. Здесь он изобрёл приспособление для подъёма сошедших с рельсов вагонов.

### Пневматический тормоз
В 1866 году он организует в Питтсбурге своё дело — открывает собственные вагоноремонтные мастерские. В 1869 году он разработал автоматический пневматический тормоз для вагонов и внедрил его в производство. Удачная конструкция тормоза в сочетании с хорошими предпринимательскими качествами Вестингауза привели к разворачиванию широкого производства и созданию в 1872 году «Акционерной компании пневматических тормозов Вестингауза» (англ. Westinghouse Air Brake Company). Вскоре пневматические тормоза системы Вестингауза получили широкое признание в США и Европе.

### Начало выпуска электротехнической продукции
Вестингауз проявил себя не только как выдающийся изобретатель и предприниматель, но и как новатор. Он рано усмотрел большие перспективы внедрения электричества и вложил средства от доходов по продаже пневматических тормозов в производство электротехнической продукции. В 1886 году Вестингауз основывает компанию «Вестингауз электрик энд мануфакчуринг компани» (англ. "Westinghouse Electric and Manufacturing Company"), выкупив у изобретателя Николы Теслы около 40 патентов на электрооборудование переменного тока и взяв на вооружение самые передовые идеи в электротехнике на то время. «Вестингауз электрик энд манифакчуринг компани» начала выпускать электрические лампы и различное оборудование переменного тока, превратившись вскоре в крупную электротехническую компанию с множеством заводов и головным предприятием в Питтсбурге.

### Производство оборудования двухфазного тока
Видя, в отличие от Эдисона, преимущество систем переменного тока, Вестингауз первым в США внедряет на своих предприятиях выпуск оборудования и монтаж ЛЭП переменного тока.
Одно из изобретений Николы Теслы, патент на который был куплен Вестингаузом, — двухфазный электродвигатель переменного тока. В 1888 году для доводки изобретения и скорейшего внедрения его в производство в Питтсбург в качестве консультанта на солидный оклад был приглашён сам Никола Тесла. Работая в компании Вестингауза, Тесла предложил стандарт промышленной частоты — 60 Гц, который и по сей день принят в США. Но здесь он проработал всего год и, так и не найдя общий язык с местными специалистами, уехал в Нью-Йорк.
Разработки, основанные на патентах, купленных у Н. Теслы, вылились к 1890 году в производство широкой номенклатуры двухфазного электрооборудования переменного тока: генераторов, трансформаторов, электродвигателей.
Оборудование компании «Вестингауз электрик» начало теснить продукцию «Эдисон электрик компани». Это было связано с огромным преимуществом оборудования переменного тока, которое в основном производил Вестингауз перед оборудованием постоянного тока, которое производил Эдисон, с фанатичным упорством не признавая переменного тока и борясь с ним изо всех сил.
Вскоре начался экономический кризис, и для выживания в конкурентной борьбе «Эдисон электрик компани» в 1892 году объединяется с «Томсон-Хаусон и Ко» в компанию «Дженерал Электрик». Для того чтобы противостоять своему конкуренту Вестингауз тоже объединяется с несколькими мелкими фирмами. В 1889 году название его компании было изменено с «Вестингауз электрик энд мануфанчуринг компани» на «Вестингауз электрик корпорейшн» (англ. "Westinghouse Electric Corporation").

### Спор с Теслой
Акционеры компании потребовали от Дж. Вестингауза разорвать контракт с Н. Теслой на использование его патентов, поскольку по контракту Н. Тесла должен получать — кроме единовременной суммы в 1 млн долларов — процент с каждой единицы произведённого оборудования, из-за чего получалась огромная сумма. Но в итоге Н. Тесла сам отказывается от этого пункта контракта.

### Спор с АЕГ
Русский изобретатель М. О. Доливо-Добровольский, главный инженер немецкой фирмы АЕГ, предложил систему трёхфазного тока и построил трёхфазный двигатель, трансформатор, генератор и воздушную ЛЭП к Международной электротехнической выставке во Франкфурте-на-Майне. «Вестингауз электрик» подала в суд на АЕГ, заявляя, что трёхфазное оборудование — частная разновидность многофазной системы Теслы и потребовала с АЕГ или покупку патентов, или выплату крупных сумм по лицензии. В результате многолетней тяжбы АЕГ проиграла все судебные процессы.

### Участие в постройке Ниагарской ГЭС
В 1896 г. была пущена Ниагарская ГЭС (Ниагарский водопад), где было установлено оборудование компании Вестингауза (потом заменено на трёхфазное).

### Производство винтовок
Уже с началом Первой мировой войны в русской армии стал ощущаться большой недостаток вооружений. Вновь формируемые части не могли быть в полной мере вооружены. В частности, три отечественных оружейных завода — Сестрорецкий, Тульский и Ижевский были не готовы к значительному наращиванию производства винтовок системы Мосина. Одним из выходов из создавшегося положения был заказ винтовок за границей по русским чертежам. Одним из подрядчиков исполнения заказа (наряду с фирмой «Ремингтон») в 1915 г. была определена фирма «Вестингауз электрик», до этого не имевшая опыта производства стрелкового оружия.
Согласно подписанному договору, «Вестингауз» должна была поставить 1 млн 800 тыс. винтовок с января 1916 по апрель 1917 года. Но «Вестингауз» не сумела уложиться в оговорённые сроки и в октябре 1916 года попросила отсрочки времени поставки на полгода. Русско-английская комиссия была вынуждена согласиться, при этом увеличив заказ. Качество винтовок, производимое «Вестингаузом» не удовлетворяло русских заказчиков. Вот что писал об этом генерал А. К. Залюбовский, который по поручению Главного артиллерийского управления Российской империи инспектировал заводы для выяснения причин срывов поставок и низкого качества продукции:
У нас нет средств заставить заводы, случайно ставшие оружейными и преследующие исключительно коммерческие цели, делать действительно годные ружья. Подробное исследование предприятий Ремингтона и Вестингауза… подтвердило мне, что получать сносные винтовки в Америке нельзя.
К январю 1917 года Вестингауз поставил только 12,5 % от объёма контракта.
На конференции союзников в Петрограде английские представители потребовали сократить объём заказа винтовок в США до 1,1 млн шт. Оставшаяся продукция была выкуплена у фирмы правительством США[страница не указана 4282 дня].

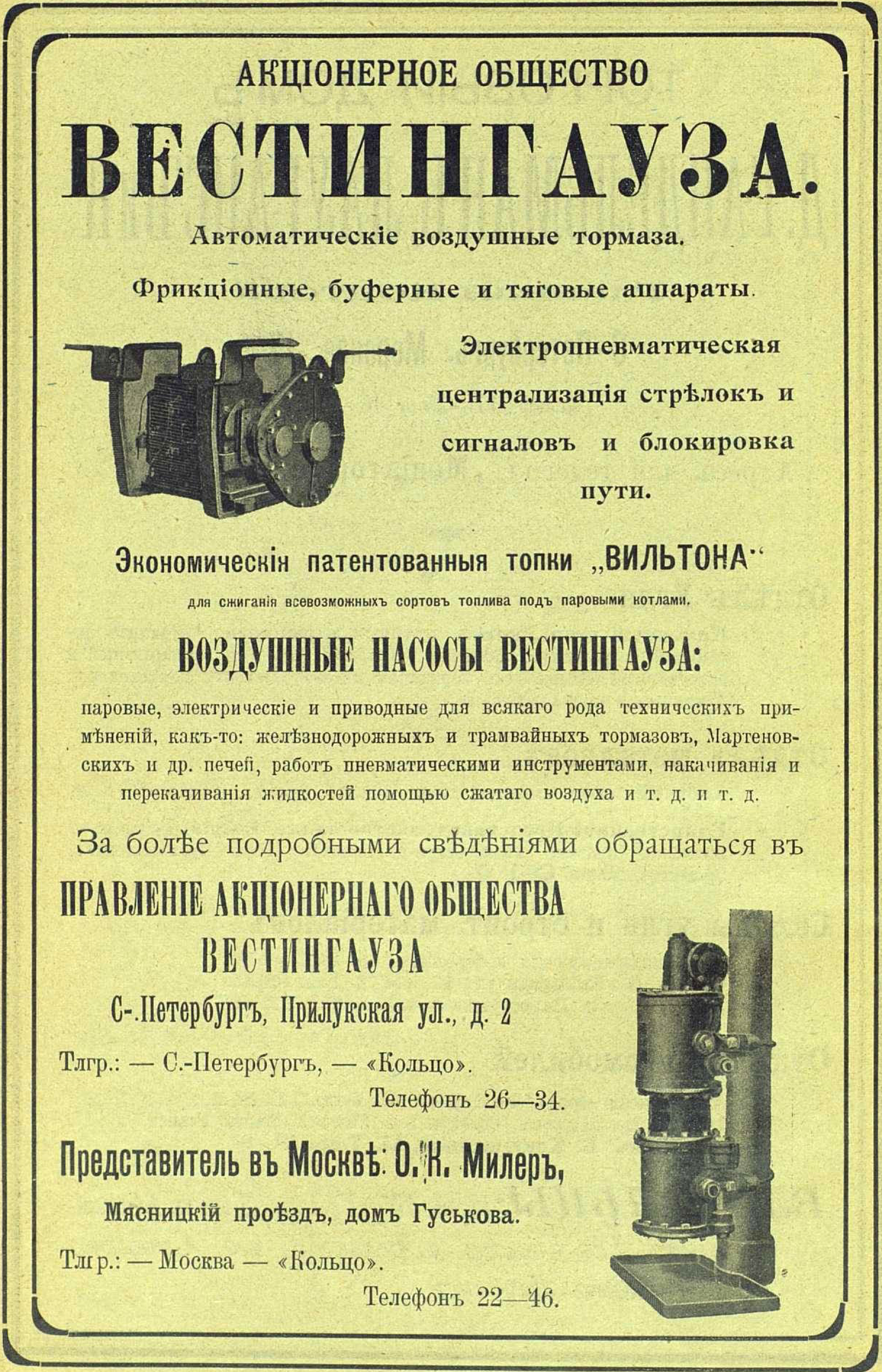
Реклама АО Вестингауза, 1911 год

## Вестингауз в России
В России с конца XIX века. 3 июля 1898 года император Николай II утвердил устав Акционерного общества Вестингауза. В 1899 году компания построила в Санкт-Петербурге завод по производству пневматических тормозов.

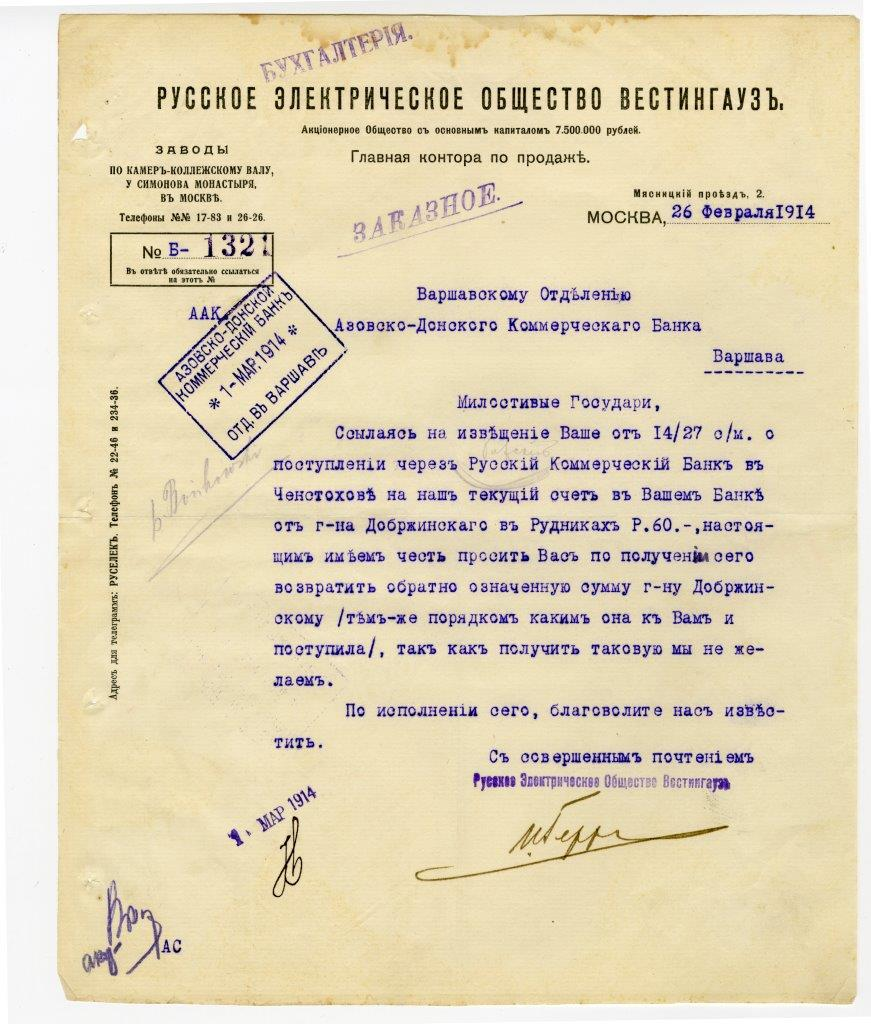
Письмо заказное. Один из примеров деловой переписки «Русского электрического общества Вестингауз». Москва, 26.02.1914 г.

В 1917 году завод сгорел и частично был перенесён в г. Ярославль.
В 1918—1924 году компания арендовала вблизи Ярославля аэропланный завод «Первого Российского товарищества воздухоплавания», который был национализирован советской властью. В 1924 году завод был преобразован в Ярославский тормозной завод, в 1952 — Ярославский радиозавод.
Американская корпорация также внесла свой заметный вклад в активно развивающуюся электротехническую отрасль экономики России начала XX в.
В конце 1904 года Санкт-Петербургской городской думой был объявлен международный конкурс на право производства работ по прокладке в столице империи первой линии электрического трамвая. Сделав наиболее привлекательное предложение и тем самым опередив конкурентов из немецких AEG и Siemens, подряд получила компания Westinghouse Electric. Учитывая колоссальный объём работ, который предстояло выполнить фирме-подрядчику, американцами было принято решение приобрести электротехническое предприятие на месте, в России. Выбор пал на расположенный в Москве завод бельгийской компании «Сэнтрелек». 18 октября 1906 года были высочайше утверждены условия деятельности в России Русского электрического общества «Вестингауз». По условиям сделки часть акций новой компании осталась за бельгийцами, а в правление фирмы смогли пройти два представителя французского банка, контролировавшего «Сэнтрелек». Работы были осуществлены в срок и 16 сентября 1907 г. петербургский электрический трамвай в торжественной обстановке отправился в свой первый рейс по маршруту «Главный штаб — 8-я линия В. О.». Не имея в дальнейшем подобных больших заказов, неся ощутимые финансовые убытки, накануне Мировой войны собранием акционеров «Русского электрическое общество Вестингауз» было принято решение продать завод вместе с правами на все патенты "Русскому электротехническому обществу 'Динамо'.

## Атомная промышленность и ВПК
Работы Westinghouse Electric Corp. в области ядерной энергии начались в середине 1930-х годов. В 1937 году в городе Форест Хиллс (Пенсильвания) компания построила ускоритель заряженных частиц (англ. Westinghouse Atom Smasher), который использовался для научных исследований до 1958 года).
После Второй мировой войны Westinghouse Electric Corp. продолжала инвестирование в ядерную энергетику и в 1957 году в городе Шиппингпорт (пригород Питтсбурга) построила первую в США гражданскую АЭС). В 1975 году после резкого роста цен на урановый концентрат Westinghouse Electric Corp. оказалась в сложном финансовом положении, так как имела долгосрочные контракты на поставку урана по заранее фиксированным ценам (сумма обязательств составляла около 2 млрд долл. США). Судебные разбирательства продолжались около 4 лет и завершились после принятия «Westinghouse Electric Corp.» обязательств поставлять свои услуги 27 генерирующим компаниям по заниженным ценам. Однако после урегулирования «уранового» спора бизнесу корпорации в ядерной энергетике был нанесён очередной удар после крупнейшей в истории коммерческой атомной энергетики США аварии на АЭС Три-Майл-Айленд, произошедшей в марте 1979 года.
После Второй мировой войны Westinghouse Electric Corp. принимала участие в программах правительства США по использованию ядерной энергии в военных целях. В 1947 году она получила заказ Пентагона на разработку атомного реактора для подводных лодок. Разработанный компанией атомный легководный реактор S2W стал основным прототипом для атомных подводных лодок США на целое десятилетие. Он был установлен на первом атомоходе «Наутилус», спущенном на воду 1 января 1955 года. На реакторах, разработанных «Westinghouse Electric Corp.» и «General Electric Corp.», ходят практически все авианосцы типов «Нимитц» и «Энтерпрайз», атомные крейсера типов «Вирджиния», «Калифорния» и «Лонг Бич», а также атомные подводные ракетоносцы типов «Огайо», «Лафайет», «Этан Аллен», «Джордж Вашингтон», «Лос Анджелес» и пр. В дальнейшем группа «Westinghouse Electric» разрабатывала ядерные реакторы для американских авианосцев и АПЛ, МБР железнодорожного базирования, торпеды, поставляла оборудование для атомной промышленности США.

## Рынок электротехнической продукции
В 1980-х годах «Westinghouse Electric Corp.» была одной из ведущих электротехнических компаний в США. Ей принадлежали 128 производственных предприятий в Соединённых Штатах, а также заводы ещё в 21 стране. Группа «Westinghouse Electric» специализировалась на производстве промышленного электрооборудования, оборудования для выработки, передачи и преобразования электроэнергии, энергетических установок, работающих на ядерном топливе, паровых и газовых турбин, электродвигателей, электронного, авиационно-космического оборудования, систем связи и управления, измерительных приборов, медицинского оборудования, бытовых электроприборов и проч. Из общего объёма продаж группы на долю энергосиловых систем приходилось 33 %, промышленной продукции — 35 %, государственных заказов (в том числе военных) — 27 %, радио- и телетрансляции — 7 %.
Совместно с «Дженерал Электрик» «Westinghouse Electric» контролировала рынок электротехнической продукции в США, уступая первой по объёму продаж.

## Финансовый крах 1990 года, слияния и поглощения
В 1990 году «Westinghouse Electric Corp.» находилась на пороге финансового краха из-за необходимости покрыть убытки своей дочерней «Westinghouse Credit Corporation», гарантом по долговым обязательствам которой она выступила (материнская компания выплатила более 1 млрд долл. США по долгам «Westinghouse Credit Corporation»). Чтобы спасти группу от краха главный исполнительный директор «Westinghouse Electric Corp.» Майкл Джордан по совету многочисленных финансовых консультантов провел решение сконцентрировать деятельность корпорации на медийном бизнесе, постепенно распродавая другие активы группы.
- В 1995 году «Westinghouse Electric» купила телекоммуникационную «CBS Corporation» за 5,4 миллиарда долларов.
- В 1996 году «Westinghouse Electric» купила телекоммуникационную и рекламную компанию Infinity Broadcasting за 4,7 миллиарда долларов[13].
- 1996 — компания продала свое оборонное подразделение «Westinghouse Electronic Systems Defense Business» американской корпорации Northrop Grumman за 3 миллиарда долларов (проданное подразделение получило название Northrop Grumman Electronic Systems).
- 1996 — компания продала все свои предприятия атомной промышленности британской компании BNFL (англ. British Nuclear Fuel Limited), которая в 1999 году объединила их в американской компании «Westinghouse Electric Company LLC». В 2006 году британцы продали эту компанию японской корпорации Toshiba. Эти предприятия в составе корпорации Тошиба до сих пор носят имя Westinghouse Electric Company.
- 1997 — компания купила радиотрансляционную компанию American Radio Systems за 2,6 миллиарда долларов.
- 1997 — компания продала многие нетелекоммуникационные подразделения и с 1 декабря 1997 года переименовала себя в «CBS Corporation».
- 1998 — компания продала свои последние производственные, неэнергетические мощности — WEEI-AM, WRKO-AM, WWTM-AM, WAAF-FM и WEGQ-FM радиосети Entercom.
- 1998 — продала свои неядерные энергетические подразделения немецкой компании Siemens AG, которая называла эти подразделения Siemens Westinghouse вплоть до 2005 года.
- 1998 — корпорация CBS создала специальную дочерную структуру Westinghouse Licensing Corporation для управления брендом Westinghouse.
- 1999 — корпорация CBS купила рекламную компанию Outdoor Systems за 8,7 миллиардов долларов и телевизионную компанию King World Productions за 2,5 миллиарда долларов[13].
- В сентябре 1999 г. CBS Corp. была поглощена американской корпорацией Viacom за 35,6 млрд долл. США[14], тем самым положив конец исходной корпорации «Westinghouse Electric Corporation» (юридически «Westinghouse Electric Corporation» существует и по сей день — как дочерняя компания «CBS Corp.» — но лишь как патентовладелец-лицензиар технологий, принадлежащих группе).
- В 2000 году компания Westinghouse (Австралия) была приобретена концерном Electrolux.
- 1 декабря 2005 г. компания Viacom разделилась на две компании. Новая компания была названа Viacom — как продолжение оригинального имени, а «старая» Viacom переименована снова в CBS Corporation, тем самым как бы отменяя поглощение 1999 года.
- 4 декабря 2019 завершилось второе слияние (рекомбинация) компании Viacom (от 2005 года) и CBS Corporation, создавшем объединённую компанию ViacomCBS, тем самым как бы восстанавливая поглощение 1999 года.

## Ядерная энергетика в 2000-х годах
В настоящее время американская компания «Westinghouse Electric Company LLC» (зарегистрирована в штате Делавэр) занимается проектированием ядерных реакторов, а также проектированием и шеф-монтажом строительства энергоблоков АЭС. Она, в частности, является владельцем технологии производства ядерных реакторов с водой под давлением и кипящих реакторов (проекты реакторов: АР600 — сертифицирован Комиссией по ядерному регулированию в 1999 году, AP1000 — ожидалось окончание сертификации в 2004 году, концепция будущего десятилетия — ISIR). По оценке специалистов «Westinghouse Electric Company», почти 50 % всех коммерческих энергоблоков мира и около 60 % в США построены с использованием технологии компании.
Кроме того, «Westinghouse Electric Company» — один из мировых лидеров производства топлива для АЭС — тепловыделяющих элементов (ТВЭЛов). Четыре завода по производству топлива компании «Westinghouse» — в Южной Каролине, в Спрингфилде (Англия), в Вестросе (Швеция) и в Куматори (Япония) обеспечивают 147 энергетических атомных реакторов топливом, что составляет 31 % от мирового рынка. На начало 2014 года около 75 % мирового рынка ядерного топлива (годовой оборот которого составляет более 35 миллиардов долларов США) поделено между тремя компаниями: американо-японской «Вестингауз» (31 %), французской «Areva» (27 %) и российской «ТВЭЛ», входящей в госкорпорацию Росатом (17 %).
На заводах и в зарубежных филиалах компании в 19 странах работают более 12 тысяч сотрудников. В 2010 году Westinghouse Electric Company открыла свою новую штаб-квартиру в тауншипе Крэнберри (округ Батлер, Пенсильвания), стремясь тем самым сохранить наследие первоначальной «Westinghouse Electric Corporation».
В начале марта 2017 года глава «Toshiba» С. Цунакава объявил, что его корпорация изучает вопрос о продаже «Westinghouse Electric Company», которая генерирует многомиллиардные убытки. 29 марта 2017 года «Westinghouse Electric Company» объявила о начале процедуры банкротства. Так, с прошлого года у компании, которая строит четыре ядерных реактора на юго-востоке США, тянутся обязательства на сумму $9,8 млрд. Расходы оказались настолько велики, что они угрожают жизнеспособности материнской японской компании Toshiba.

### Экспансия на рынок ТВЭЛ в Восточной Европе
Пользуясь сложившейся ситуацией после распада СССР, «Вестингауз» вышла на рынок ТВЭЛов для советских реакторов типа ВВЭР в Финляндии и восточноевропейских странах.
Первая попытка освоить производство ТВЭЛ для реакторов ВВЭР-440 была предпринята в 1998 году, когда на финской АЭС Ловииса было установлено пять тепловыделяющих сборок «Вестингауз» для опытной эксплуатации вместе с набором из шести российских. Облучение тепловыделяющих сборок производилось с 1998 до 2002, после чего они были выгружены из активной зоны и подвергнуты анализу. Коррозионная устойчивость кассет Westinghouse оказалась значительно ниже (коррозионный слой у американских сборок составлял 21 мкм, а у российских — всего 1-4 мкм). У американских ТВЭЛов был зафиксирован выход газообразных продуктов деления, вдвое превышающий этот показатель для российских изделий. В итоге компания «Fortum» (владелец финской АЭС) пришла к заключению, что для реакторов ВВЭР-440 более подходящими являются российские ТВЭЛ — финны отказались от топлива «Вестингауз» .
Загрузка украинских АЭС топливом типа ТВС-W американской компании Westinghouse вызвала серьёзный конфликт Украины и РФ в 2008 году, а в 2012 году главный государственный инспектор по ядерной и радиационной безопасности Украины Михаил Гашев заявил о проблеме в совместном применении российских ТВЭЛ ТВС-А и ТВЭЛ компании «Вестингауз»: повреждения обода дистанцирующей решётки двух топливных сборок ТВС-W — они были выявлены при перегрузке топлива на третьем блоке Южно-Украинской АЭС (всего там было 84 ТВС-W на третьем энергоблоке и 42 ТВС-W на втором).
Альтернативное мнение состоит в том, что проблема заключается не в американских, а в российских ТВЭЛах ТВС-А: «на третий год они так деформируются, что находящиеся в их окружении более гибкие ТВС-W вынуждены принять их форму». Впоследствии представители «Вестингауз», оправдывая разрушение своих адаптированных ТВЭЛов в реакторах ВВЭР, заявили, что в повреждениях виноваты российские топливные сборки — в них были особенности механического свойства, которые вызывали повреждения сборок «Вестингауз». Корпорация внесла изменения в конструкцию топливных сборок, и Украина продолжила закупать адаптированные ТВЭЛ производства «Вестингауз» для своих АЭС. Эти ТВЭЛ собираются в Швеции компанией «Вестингауз» (из частично американских компонентов) под контролем американских инженеров.
22 ноября 2022 г. Westinghouse Electric Company заключила долгосрочный контракт с финской Fortum на поставку своих ТВЭЛ для советских реакторов ВВЭР-440 на АЭС "Ловииса" в Финляндии.
В декабре 2022 г. Westinghouse Electric Company заключила 10-летний контракт на поставку своих ТВЭЛ для одного из советских реакторов ВВЭР-1000 на АЭС "Козлодуй" в Болгарии, а 2 марта 2023 г. подписала с руководством АЭС "Козлодуй" меморандум о намерениях проработать вопрос об установке на этой АЭС одного или двух реакторов AP1000 производства Westinghouse Electric Company.
В феврале 2023 г. Westinghouse Electric Company заключила контракт с польской компанией Polskie Elektrownie Jądrowe на проведение предпроектных изысканий и предварительное проектирование установки в Польше нескольких реакторов AP1000.
29 марта 2023 г. Westinghouse Electric Company заключила семилетний контракт с чешской компанией CEZ на поставку своих ТВЭЛ для одного из советских реакторов ВВЭР-440 на АЭС "Дукованы" в Чехии, ранее подобный контракт был заключён на поставку ТВЭЛ для Темелинской АЭС.

## Банкротство компании
В марте 2017 года Westinghouse Electric Company подала заявление о банкротстве. На конец 2016 г. компания имела обязательства на $9,8 млрд и невозможность их выполнить в связи с отсутствием контрактов.

## Продажа компании
6 апреля 2018 Toshiba объявила о договорённости по продаже Westinghouse Electric Company канадскому холдингу Brookfield Business Partners и его инвестиционным партнёрам.
11 октября 2022 канадские Cameco Corporation (горнодобывающая компания) и Brookfield Renewable Partners (инвестиции в ВИЭ) объявили о создании консорциума для приобретения Westinghouse Electric Company за 7,9 млрд долл. США (включая долги Westinghouse). По заявлению главного исполнительного директора Cameco Corp Тима Гитцела, закрытие сделки ожидается во втором квартале 2023 г.